# Unic (supermarkt)

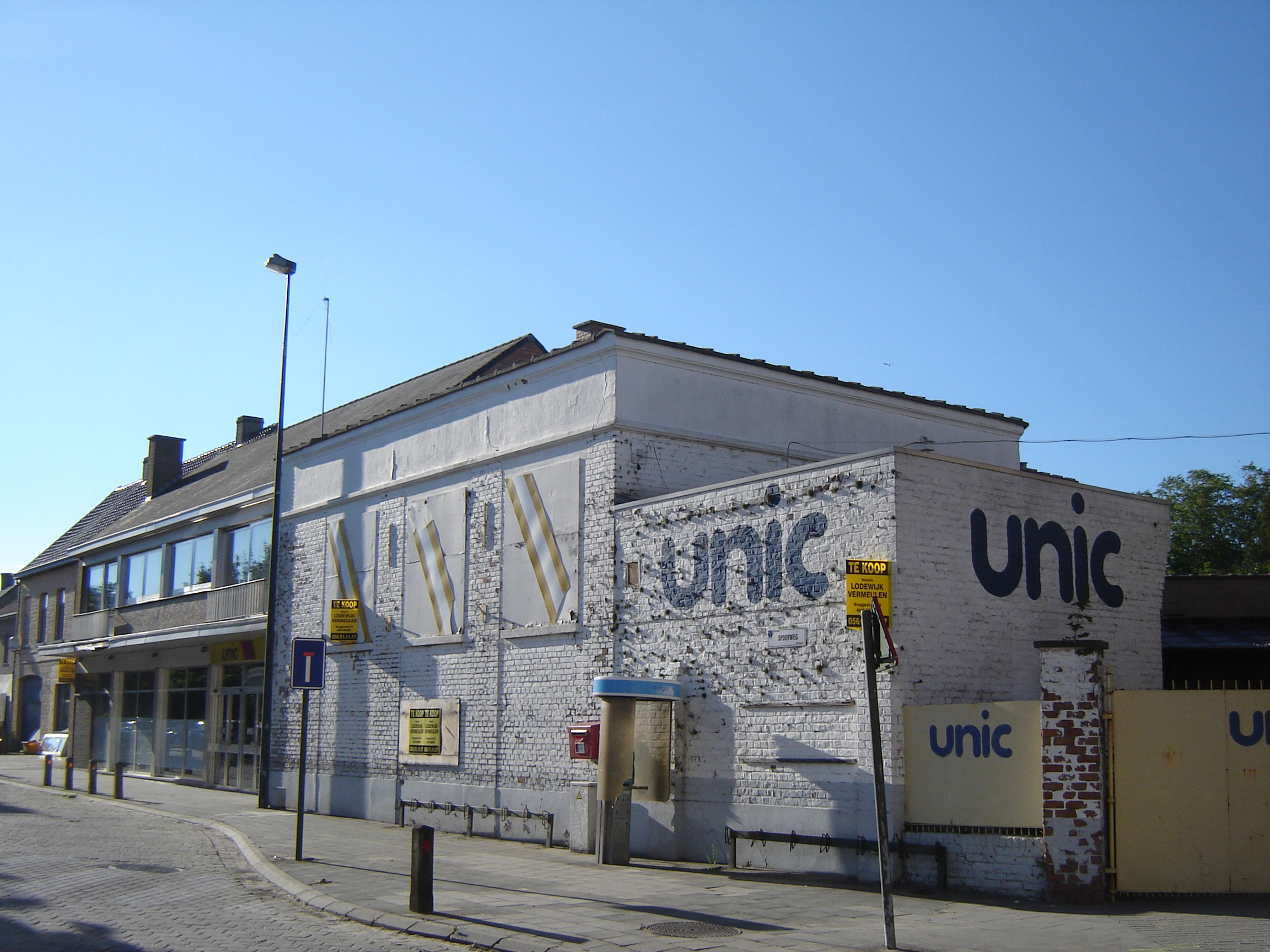
Voormalige Unic in Eernegem

Unic is een Belgische voormalige supermarktketen waarvan de winkels uitgebaat werden onder franchise. De eerste Unic-winkels verschenen in 1952 in België. Vanaf 1997 werd Unic, net als Nopri, herpositioneerd als "Super GB Partner" van de GIB Group. Niet alle franchisenemers bleven bij deze keten. Sommigen sloten zich aan bij AD Delhaize en andere warenhuisketens.
Tot op heden is er een Unic in Sankt Vith, dit onder de naam Unic-Von der Lahr.